# Najrah (huyện)
Huyện Najrah là một huyện thuộc tỉnh Hajjah, Yemen. Đến thời điểm năm 2003, huyện này có dân số 35942 người